# Cobham Training Centre
Cobham Training Centre, localizado na vila Stoke d'Abernon, em Surrey, é o centro de treinamento principal do time do Chelsea Football Club. O time profissional treina no centro de treinamento desde o ano de 2005, mas oficialmente aberto no ano de 2007.

## História
Quando Roman Abramovich adquiriu o Chelsea em julho de 2003, as instalações de treinamento do clube foram identificadas como uma área importante para novos investimentos. O Chelsea tinha usado o campo de treinamento Harlington desde os anos 70, mas era propriedade do Imperial College, e suas instalações eram consideradas ultrapassadas em comparação com as de clubes como Manchester United e Arsenal. Antes o treinador do Chelsea José Mourinho considerou a mudança para um novo e moderno campo de treinamento como um "significativo passo à frente" nas ambições do clube. A permissão de planejamento para um novo complexo de última geração em Cobham foi concedida por Elmbridge Borough Council em 2004. Chelsea começou o treinamento em Cobham em 2005, enquanto a construção ainda estava em andamento, e as instalações foram oficialmente inauguradas em julho de 2007. Em 2008, a fase final do complexo, um Pavilhão da Academia e da Comunidade para os times juvenis do Chelsea e o departamento Futebol na Comunidade, foi aberta.

## Utilização
Custando £20 milhões, o campo de treinamento está em um local de 140 acres e, como um campus, abriga todas as atividades de futebol do clube, desde o primeiro time até os times Sub-23 e feminino. Ele apresenta "as últimas novidades em treinamento, reabilitação, tecnologia médica, pitch e mídia" e suas instalações incluem 9 campos de futebol (três com aquecimento por baixo do solo e seis a Premier League padrão), um campo artificial coberto, um centro de mídia, ginásios, piscinas de imersão fria, uma sauna, uma sauna a vapor e uma piscina de hidroterapia HydroWorx de 17 m.
Como condição para receber permissão de planejamento, não foi permitido que nenhum dos edifícios do complexo fosse mais alto do que outros na área ao redor. Assim, aproximadamente um terço das instalações é subterrâneo; um fosso foi instalado para refletir luz nas salas do porão e reduzir o uso de energia. O edifício principal também tem um telhado de grama a fim de ajudá-lo a se misturar ao seu entorno e melhorar a qualidade do ar. A água do entorno é coletada em um reservatório para uso no sistema de irrigação de campo.

## Formados
Jogadores que foram formados na academia de Cobham:
- Tammy Abraham[7]

- Armando Broja[7]
- Trevoh Chalobah[7]
- Andreas Christensen[7]
- Conor Gallagher[7]
- Billy Gilmour[7]
- Callum Hudson-Odoi[7]
- Reece James[7]
- Tariq Lamptey[7]
- Tino Livramento[7]
- Ruben Loftus-Cheek[7]
- Mason Mount[7]
- Fikayo Tomori[7]
- Dominic Solanke[7]
- Jérémie Boga[7]
- Marc Guehi[7]

## Outros usos
Cobham sediou a Surrey Positive Mental Awareness League, uma liga de futebol para pessoas com problemas de saúde mental. Também sedia a Cobham Cup, um torneio para equipes menores de 16 anos de todo o mundo, incluindo River Plate e Bayern de Munique. Em 2007, a Seleção Chinesa de Futebol Olímpico treinou na Cobham por duas semanas em preparação para as Olimpíadas de Verão de 2008. Old Malvernians jogou suas partidas no Cobham. As instalações de treinamento também são utilizadas por Cobham Rugby Football Club.